# كريستينا باور
كريستينا باور (بالفرنسية: Christina Bauer )‏ (و. 1988  م) هي لاعبة كرة طائرة، من فرنسا، ولدت في برجن، تلعب كليبرو.

## روابط خارجية
- كريستينا باور على موقع الاتحاد الأوروبي (الإنجليزية)
- كريستينا باور على موقع عالم الكرة الطائرة (الإنجليزية)
- كريستينا باور على موقع Ligue Nationale de Volley (الفرنسية)
- كريستينا باور على موقع دوري الدرجة الأولى الإيطالي للكرة الطائرة - سيدات (الإيطالية)